# ヨーロッパの解放
『ヨーロッパの解放』（ヨーロッパのかいほう、ロシア語：Освобождение）とは、ソビエト連邦製作の独ソ戦を描いた戦争映画シリーズである。監督はユーリー・オーゼロフ。
1970年に製作を開始し完成に3年を要した国家的事業の超大作映画で、総上映時間は合計で7時間48分。

## 概要
5部構成で、1943年のクルスクの戦いから1945年のベルリンの戦いまでが、無名のソ連軍兵士、セルゲイ・ツヴェターエフを主人公として描かれている。
製作動機はアメリカ合衆国製作の『バルジ大作戦』に対抗するためとされている。
ヨシフ・スターリンは歴史的人物として登場するが、製作年代がフルシチョフによるスターリン批判以後のためか、個人崇拝の雰囲気では描かれていない。ソビエト、ドイツを始め実在の人物が多数登場するが、アドルフ・ヒトラーは狂信的な独裁者として描かれ、ゲオルギー・ジューコフが度々登場するが彼と並んで独ソ戦のソビエト軍中核的指揮官として活躍したイワン・コーネフの出番は少ないなど、人物の描写についてはあくまで「映画」としての描写であり、史実の再現や解説を意識したものではない。
東西冷戦時代の作品ではあるが、ソ連と同じ連合国側のアメリカ合衆国やイギリスについては好意的に描かれている。
グラスノスチ以前のソ連で製作された映画であり、1944年のワルシャワ蜂起には言及していない、また、ドイツ軍が行ったとされる蛮行について多く描かれている一方でベルリンでのソ連赤軍の蛮行は一切描かれていない、ドイツ軍人、特に親衛隊員は冷酷非情な存在として描かれる一方でソ連軍兵士は善人で心優しく礼儀正しい存在として描かれる等、「国策映画」としての色合いが濃い作品である。

## 構成
- 第一部 「クルスク大戦車戦」
- 第二部 「ドニエプル渡河大作戦」
- 第三部 「大包囲撃滅作戦」
- 第四部 「ベルリンの戦い」
- 第五部 「最後の突撃」

## スタッフ
- 監督: ユーリー・オーゼロフ
- 脚本: ユーリー・オーゼロフ、ユーリー・ボンダリョフ、オスカル・クルガーノフ
- 撮影: イーゴリ・スラブネヴィッチ

## キャスト
※括弧内は日本語吹替（テレビ版）
- ニコライ・オリャーリン: セルゲイ・ツヴェターエフ（納谷六朗）
- ラリーサ・ガルブキナ: ゾーヤ（芝田清子）
- ボリス・ザイデンベルク: オルロフ少佐
- ミハイル・ウリヤーノフ: ゲオルギー・ジューコフ（川久保潔）
- ウラドレン・ダビーダフ: コンスタンチン・ロコソフスキー
- エブゲーニー・ブーレンコフ: アレクサンドル・ヴァシレフスキー
- イワン・ペルベルゼフ: ワシーリー・チュイコフ
- ブフチン・ザカリアジェ: ヨシフ・スターリン（神田隆）
- ユーリー・レフコフ: イワン・コーネフ
- フリッツ・ディーツ: アドルフ・ヒトラー
- エルフ・チーデ: ハインリヒ・ヒムラー
- スタニスラフ・ヤスケーヴィッチ: フランクリン・ルーズベルト
- ユーリー・ドゥロフ: ウィンストン・チャーチル

## その他
第一部「クルスク大戦車戦」では多数の戦車（実物のT-34やIS-2のほかT-44改造のティーガー戦車等）が登場し、戦車登場台数は全映画で最も多い。
作中ではソ連人はロシア語を、ドイツ人はドイツ語を、というようにそれぞれ個別の母国語を喋っており、アメリカの映画でよくあるように「アメリカ人もドイツ人も同じように英語を喋っている」というような作りにはなっていないが、本国公開版ではロシア語以外の台詞にはロシア語による同時通訳的な吹き替えが行われている。日本で市販されていたDVDでは、ドイツ語や英語などのロシア語以外のシーンでも、ロシア語の吹き替え音声がそのまま収録されている。
日本での初公開の際は第一部・第二部がまとめて上映された。
1979年の松竹映画『復讐するは我にあり』の劇中に、第三部「大包囲撃滅作戦」のオープニングが現れる。1973年の日活映画『戦争と人間　第3部・完結編』の劇中、ノモンハン事変のシーンには当作のフィルムが流用されており、第一部 「クルスク大戦車戦」他の戦闘シーンが使われている。
1977年6月5日、7月3日、8月7日に『日曜洋画劇場』で三部に分けてテレビ放送された。また、長らくセルソフトは絶版であったが、2014年にテレビアニメ「ガールズ&パンツァー」とのコラボレーション企画として、HDリマスター版がリリースされた。